# 러브 레이크

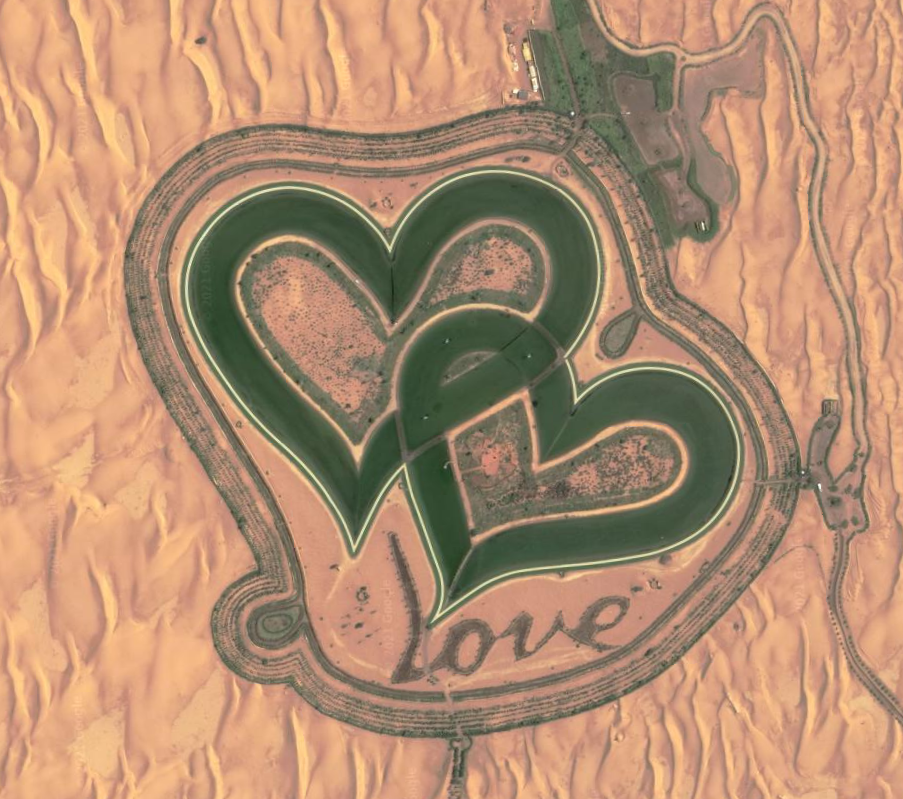
러브 레이크

러브 레이크는 아랍에미리트 두바이 알 마르뭄 사막보호구역 사이흐 알 살람에 있는 인공 호수다. 호수 주변에는 메스키트들이 심어져 있다. 서로 연결된 거대한 하트 모양 호수 2개로 이뤄져 있다. 호수의 서안에는 영문자 love 형태를 띄도록 나무들이 심어졌다. 2018년에 개장한 러브 레이크는 두바이 교외에서 직선거리로 약 30km 떨어져 있다.